# 吉田直樹 (歌手)
吉田 直樹（よしだ なおき、1974年1月8日 - ）は、日本のシンガーソングライター。ビクターエンタテインメント所属。

## 略歴
兵庫県川西市出身。関西学院大学理学部化学科卒業。
大学在学中、学園祭で見た斉藤和義のライブに触発され音楽活動を開始、大阪FM802「MUSIC FREAKS」のスガシカオ担当週に応募したデモテープが注目され、ポリスターより1999年10月14日に「ブランコ」でデビュー。4枚目のシングル「声」は、埼玉FM NACK5「JAPANESE DREAM」にて、2000年8月のJDグランプリを受賞。また5枚目のシングル「夜のストライク」は、FM802のヘヴィー・ローテーション、Kiss-FMのKiss HOTRAXX（同局におけるヘヴィー・ローテーション）に選ばれ、2000年12月の関西FMオンエア回数がNo.1となった。同月、心斎橋CLUB QUATTROで初のワンマンライブを開催。2001年8月26日にはSETSTOCKにてオープニングアクトを務める。ポリスター時代はシングル6枚、アルバム2枚をリリース。
同年9月、ビクターエンタテインメントへ移籍し、拠点を東京へ移す。シングル4枚、アルバム2枚をリリースした。
2015年5月27日、シングル「フルスピード」「おかしな話」「幸福宣言」の3枚がMEG-CDにて再販売。

## ディスコグラフィー

### シングル

#### ポリスター
- ブランコ（1999年10月14日）
  - 表題曲はテレビ東京「TVチャンピオン」エンディングテーマ
- 歩き続けよう（2000年1月26日）
- シュガードライブ（2000年5月1日）
- 声（2000年9月1日）
- 夜のストライク（2000年12月1日）
- キミガイワセルコト（2001年3月7日）

#### ビクターエンタテインメント
- ch U - channel U（2002年2月21日）
  - ゲストミュージシャンに上田ケンジ、河村智康を起用[4]
- フルスピード（2002年6月21日）
- おかしな話（2003年10月22日）
- 幸福宣言（2004年7月21日）

### アルバム

#### ポリスター
- 大きな木（2000年7月1日）
- Photosongs（2001年5月3日）

#### ビクターエンタテインメント
- Book（2002年8月7日）
- no.4（2004年10月21日）
  - アレンジャーに本間昭光を起用[5]

### 参加作品
- 広沢タダシ『FRIENDS UNPLUGGED』（2003年11月27日）
  - 「手のなるほうへ featuring リクオ、玉城亜弥&吉田直樹」参加